# Mondo Sex Head
Mondo Sex Head – album heavymetalowego artysty Roba Zombie zawierający remiksy najsłynniejszych utworów jego i kapeli White Zombie, której był wokalistą i frontmanem. Album został wydany 7 sierpnia 2012. Oryginalna okładka przedstawiała żonę Zombie – Sheri Moon, jednak okazała się ona zbyt kontrowersyjna i powstała druga okładka z wizerunkiem kota.

## Lista utworów
1. "Thunder Kiss '65" (JDevil Number of the Beast Remix)
2. "Living Dead Girl" (Photek Remix)
3. "Let It All Bleed Out" (Document One Remix)
4. "Foxy Foxy" (Ki:Theory Remix)
5. "More Human Than Human" (Big Black Delta Remix)
6. "Dragula" (††† Remix)
7. "Pussy Liquor" (Ki:Theory Remix)
8. "The Lords of Salem" (Das Kaptial Remix)
9. "Never Gonna Stop (The Red, Red Kroovy)" (Drumcorps Acid Remix)
10. "Superbeast" (Kraddy Remix)
11. "Devil’s Hole Girls and the Big Revolution" (Tobias Enhus Remix) (feat. The Jane Cornish String Quartet)
12. "Burn" (The Bloody Beetroots Motherfucker Remix)
13. "Mars Needs Women" (Griffin Boice Remix)
14. "Thunder Kiss '65" (TOBACCO Remix)
15. "Never Gonna Stop (The Red, Red Kroovy)" (Drumcorps Grind Remix)
16. "Pussy Liquor" (Tobias Enhus Remix) (feat. Mariachi Sol De Mexico)
17. "Thunder Kiss ’65" (Destructo Remix)
18. "More Human Than Human/Living Dead Girl/Burn (Full Metal Machine Mega Mix)